# NGC 1981
NGC 1981（也稱為OCL 525）是位於獵戶座的一個疏散星團。它是約翰·赫歇爾於1827年1月4日發現的。它的視星等為4.2等，大小是28弧分。它位於獵戶座大星雲的北部，隔開它與M43的是包含於 Sh2-279區域的NGC 1973，1975和1977。
有人說它看起來像鱷魚，就是鱷魚，它東邊的星是鼻子，西邊的星是尾巴，中間的兩組各三顆星是它的兩組腿。

## 外部連結
- 维基共享资源上的相關多媒體資源：NGC 1981

Template:NGC20